# Giulietta Paltrinieri
Giulietta Paltrinieri (6.  ledna 1866 Modena – 28. listopadu 1889 Praha) byla italská tanečnice, sólistka baletu Národního divadla v Praze a manželka zdejšího tehdejšího šéfa baletního souboru Augustina Bergera. Roku 1885 se stala první primabalerínou tanečního souboru divadla.

## Život

### Mládí
Narodila se roku 1866 v Modeně do rodiny majetného právníka Giovanniho Paltrinieri a jeho manželky, měla celkem tři sestry a jednoho bratra. Rodina následně přišla o velkou většinu majetku vinou otcova nerozvážného hazardu v dostihovém sázení. Giulietta se svou mladší sestrou Emmou byly následně od roku 1875 vychovávány u své tety Elisy v Miláně, kde také Giulietta začala navštěvovat taneční školu zdejšího Teatro alla Scala. Svou taneční kariéru zahájila v Miláně. Okolo roku 1884 se pak přestěhovala do Turína. 

### V Národním divadle
Roku 1885 pak přijala místo primabaleriny v nově (1883) vzniklém baletním souboru českého Národního divadla v Praze, kam se přestěhovala. Její první rolí byla hlavní ženská úloha v nastudování baletu Excelsior. Zde se seznámila s Augustinem Bergerem, za kterého se roku 1886 provdala. Z manželství se narodila dcera Božena. 
Byla označována za představitelku postromantické italské baletní školy. V rámci svého několikaletého působení zde vytvořila řadu titulních rolí. V roli Odetty-Odilie se 6. února 1888 představila v Čajkovského baletu Labutí jezero, které divadlo uvedlo (ve zkrácené a upravené verzi nejslavnějšího II. dějství) jako první scéna mimo Ruskou říši, připravienou Augustinem Bergerem. Vedle manželů Bergerových se zde dále, v travesti roli princova přítele, představila Marie Zieglerová. Jednalo se zároveň jediné představení Labutího jezera, které Čajkovskij osobně viděl; do svého deníku si po zhlédnutí ukázky poznamenal: „Ohromný úspěch – minuta absolutního štěstí.“  Labutí jezero pak bylo v Národním divadle uváděno ještě v následujícím roce. 

### Úmrtí
Dlouhodobě se potýkala se zdravotními problémy, které způsobily, že nejpozději od března 1889 se již na prknech divadla neobjevila a v tisku byla soustavně uváděna jako nemocná. Giulietta Paltrinieri následně zemřela 28. listopadu 1889 v Praze ve věku 23 let. Byla pohřbena na Olšanských hřbitovech, v hrobě, kam byl později uložen její manžel.